# Кубок мира по самбо 2015
Кубок мира по самбо «Мемориал Анатолия Харлампиева» 2015 года прошёл в Москве 26—30 марта.

## Медалисты

### Мужчины
| Весовая категория | Золото                          | Серебро                        | Бронза                                                    |
| ----------------- | ------------------------------- | ------------------------------ | --------------------------------------------------------- |
| до 52 кг          | Беймбет Канжанов · Казахстан    | Насими Умбаев · Азербайджан    | Кота Ямамото · Япония Алексей Клюкин · Россия             |
| до 57 кг          | Саян Хертек · Россия            | Ерболат Байбатыров · Казахстан | Геннадий Чиргадзе · Грузия Джамбулат Ахмадов · Беларусь   |
| до 62 кг          | Хушкадам Хусравов · Таджикистан | Есет Куанов · Казахстан        | Иван Анискевич · Беларусь Шмаги Лагазаури · Грузия        |
| до 68 кг          | Евгений Сухомлинов · Россия     | Эмиль Хасанов · Азербайджан    | Нурбол Сериков · Казахстан Сарбон Ерназаров · Узбекистан  |
| до 74 кг          | Амиль Гасымов · Азербайджан     | Асылбек Алкей · Казахстан      | Степан Попов · Беларусь Мамбетжан Улу урмат · Казахстан   |
| до 82 кг          | Сергей Кирюхин · Россия         | Алексей Степаньков · Беларусь  | Теджен Тедженов · Туркменистан Леван Цуклаури · Грузия    |
| до 90 кг          | Ашот Даниелян · Армения         | Виктор Осипенко · Россия       | Сергей Лисяк · Беларусь                                   |
| до 100 кг         | Давид Лориашвили · Грузия       | Виктор Решко · Латвия          | Евгений Сёмочкин · Беларусь Элмураз Гасимов · Азербайджан |
| свыше 100 кг      | Артём Осипенко · Россия         | Бека Бердзенишвили · Грузия    | Юрий Рыбак · Беларусь Мовлуд Миралиев · Азербайджан       |

### Женщины
| Весовая категория | Золото                                | Серебро                           | Бронза                                                   |
| ----------------- | ------------------------------------- | --------------------------------- | -------------------------------------------------------- |
| до 48 кг          | Елена Бондарева · Россия              | Татьяна Осояну · Молдова          | Лейла Аббасова · Беларусь                                |
| до 52 кг          | Гульбадам Бабамуратова · Туркменистан | Мария Молчанова · Россия          | Олеся Староверова · Беларусь Эстель Фрикин · Франция     |
| до 56 кг          | Анастасия Валова · Россия             | Альмагуль Урангалиева · Казахстан | Лаура Фурниэр · Франция Мария Рамирез · Испания          |
| до 60 кг          | Екатерина Прокопенко · Беларусь       | Шорена Шарадзе · Грузия           | Даниэла Хондиу · Румыния Надежда Зайцева · Россия        |
| до 64 кг          | Ольга Медведева · Россия              | Наталья Будяну · Румыния          | Татьяна Матцко · Беларусь Фопа Бибиене макуете · Камерун |
| до 68 кг          | Виктория Станкевич · Россия           | Ольга Намазова · Беларусь         | Дидаш Курушбаева · Казахстан Рано Узакова · Туркменистан |
| до 72 кг          | Ирина Алексеева · Россия              | Нино Одзелашвили · Грузия         | Зере Бектаскызы · Казахстан Валерия Смирнова · Беларусь  |
| до 80 кг          | Наталья Казанцева · Россия            | Алия Жилкибаева · Казахстан       |                                                          |
| свыше 80 кг       | Нина Кутро-Келли · США                | Мурасе Харука · Япония            | Ким На йонг · Республика Корея Надежда Еремеева · Россия |

### Боевое самбо
| Весовая категория | Золото                        | Серебро                            | Бронза                                                              |
| ----------------- | ----------------------------- | ---------------------------------- | ------------------------------------------------------------------- |
| до 52 кг          | Новруз Атаев · Туркменистан   | Рахматджон Ахмедов · Узбекистан    | Ваге Отарян · Армения Асылхан Рахимжанов · Казахстан                |
| до 57 кг          | Казбек Супыгалиев · Казахстан | Мухтар Гамзаев · Россия            | Арэн Антонян · Армения Ву Нам хай милан · Германия                  |
| до 62 кг          | Узаир Лабазанов · Россия      | Шерзодбек Расулов · Узбекистан     | Эльнур Ахмадов · Азербайджан Самвел Бадалян · Армения               |
| до 68 кг          | Вадим Шагин · Россия          | Мекан Нурджиков · Туркменистан     | Хемат Абдрашитов · Кыргызстан Василий Иванов · Беларусь             |
| до 74 кг          | Байзет Хатхоху · Россия       | Маскад Ташмуратов · Узбекистан     | Темирлан Ихсангалиев · Казахстан Тихомир Благовестов · Беларусь     |
| до 82 кг          | Сергей Филоменко · Беларусь   | Дилшод Хидиралиев · Россия         | Жаныбек Уулу самат · Кыргызстан Рустамбек Джиреншиев · Казахстан    |
| до 90 кг          | Икрам Алискеров · Россия      | Джеон Йонг джун · Республика Корея | Канан Гасимов · Азербайджан                                         |
| до 100 кг         | Ислам Абазов · Россия         | Атанас Джамбазов · Болгария        | Чарымырат Аннагурбанов · Туркменистан Исломджон Азымов · Узбекистан |
| свыше 100 кг      | Ли Санасу · Республика Корея  | Григорий Постица · Молдова         | Денис Полехин · Россия                                              |